# Stół

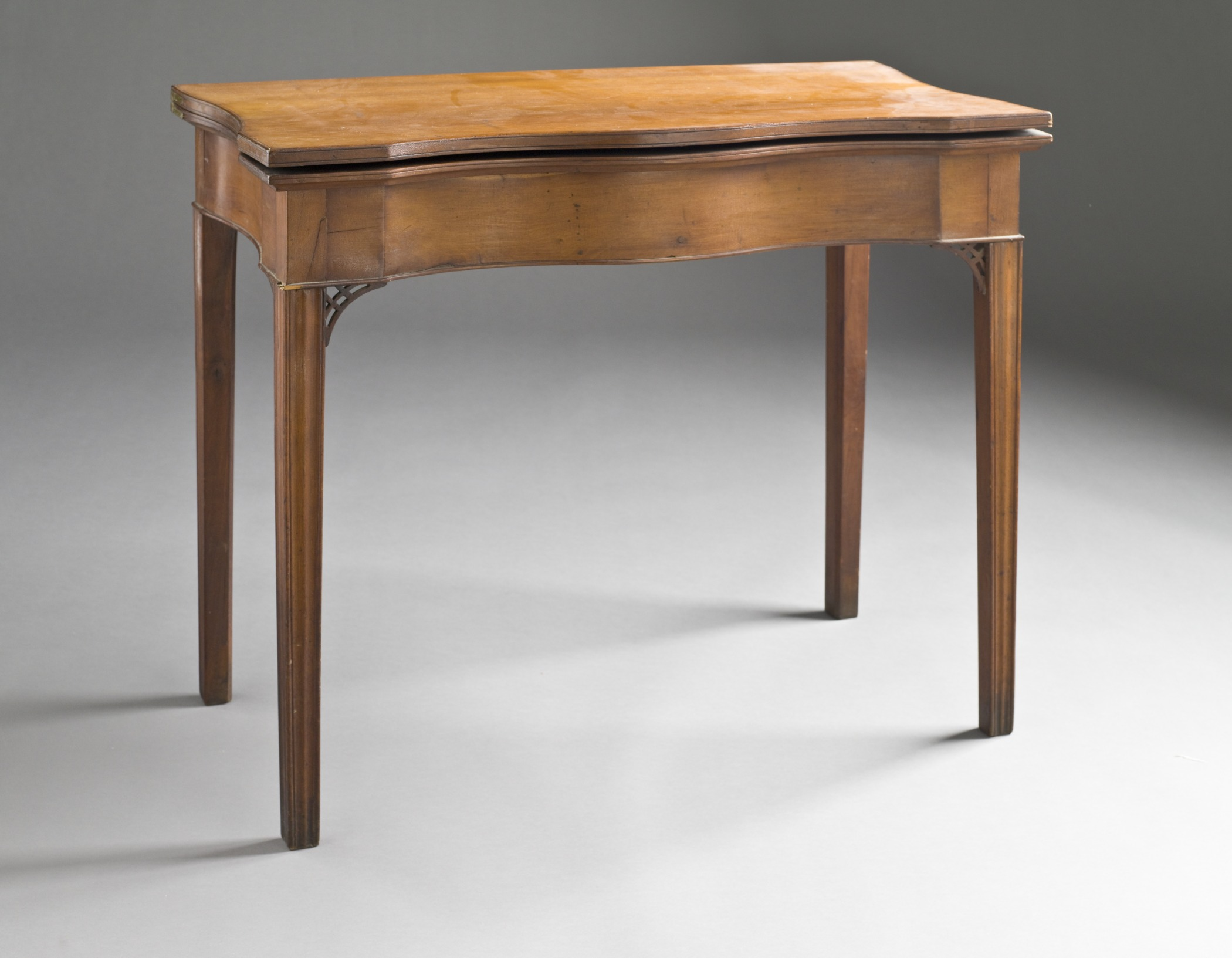
Stół z XVIII wieku

Stół – mebel z poziomą powierzchnią podtrzymywaną przez podstawę, zazwyczaj z czterema nogami.

## Budowa

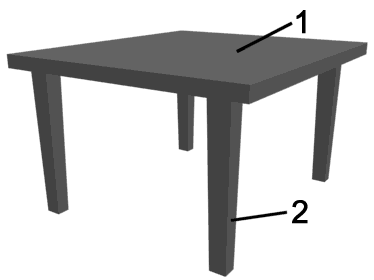
Budowa stołu: 1-blat, 2-noga.

Składa się z płyty roboczej (pot. zwanej blatem), przeznaczonej do umieszczenia na niej przedmiotów lub wykonywania pracy oraz struktury podtrzymującej płytę roboczą (blat) w pewnej wysokości nad ziemią. Zadaniem stołu jest umożliwienie wygodnego manipulowania znajdującymi się na nim przedmiotami człowiekowi siedzącemu lub stojącemu przy nim bez potrzeby schylania się po nie do poziomu podłoża.
Choć stoły istnieją w najróżniejszych kształtach i wykonywane są z przeróżnych materiałów, tradycyjny stół składa się z drewnianego, prostokątnego blatu oraz czterech wsporników umieszczonych przy rogach blatu zwanych nogami. Blat typowego stołu znajduje się około 75 cm nad ziemią – wysokość ta umożliwia wygodne korzystanie z przedmiotów znajdujących się na stole człowiekowi siedzącemu przy nim na krześle. Stoły w tym kształcie najróżniejszej wielkości i koloru spotyka się w każdym domu praktycznie na całym świecie.

## Symbolika
Stół posiada szerokie znaczenie symboliczne w kulturze europejskiej. Stół, przy którym rodzina zbierała się na wspólne posiłki, jest symbolem domu i domowego ogniska. Przy stole także spotkało się dwunastu apostołów na ostatniej wieczerzy z Jezusem Chrystusem i przy stole – jak twierdzi Kościół katolicki – ustanowiony został rytuał eucharystii.  Tradycja podejmowania gości przy suto zastawionym stole powoduje, iż jest on także symbolem gościnności.
Szczególne znacznie symboliczne ma stół okrągły. Z racji kształtu żadna z siedzących przy nim osób nie zajmuje uprzywilejowanej pozycji, podczas gdy przy stole prostokątnym istnieje tzw. szczyt stołu a więc jeden z jego krótszych końców. Okrągły stół wiązany niegdyś z legendą o królu Arturze i jego rycerzach stał się współcześnie silnym symbolem porozumienia i narodowego pojednania po przeprowadzonych w 1989 roku w Polsce rozmowach okrągłego stołu. Jednak już wcześniej stół był symbolem rokowań a określenie "zasiąść z kimś do stołu rokowań" oznaczało podjęcie rozmów przez strony.
Ergonomia mebli do pracy i spożywania posiłków:
- odległość krawędzi płyty roboczej od podstawy 680- 730 mm
- odległość od podłogi do listwy podpłytowej (prześwit pionowy) co najmniej 600 mm
- długość krawędzi roboczej na jedno miejsce co najmniej 550 mm netto, dla dwóch miejsc 1100 (+-200-300) mm

## Galeria

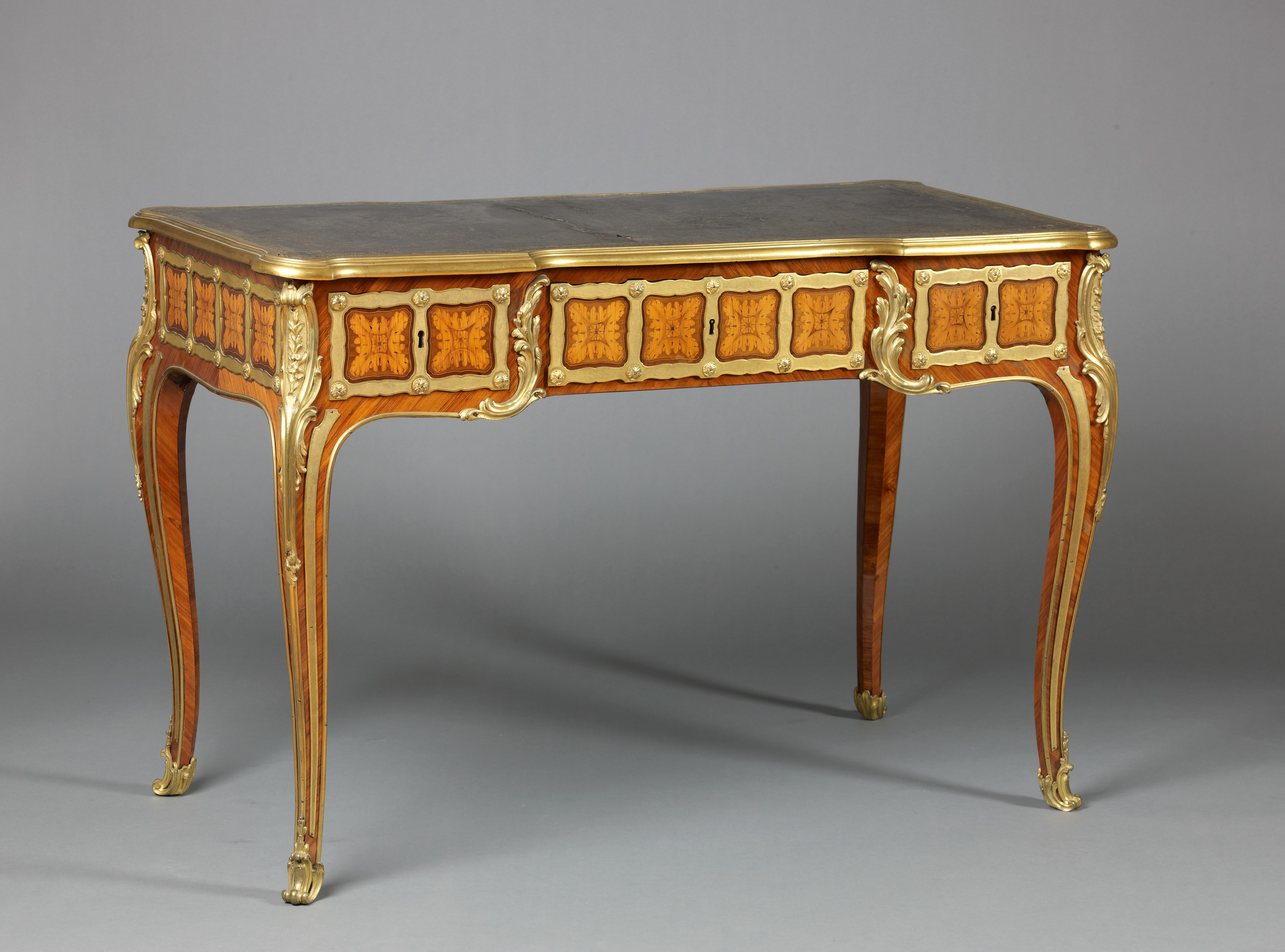
Stół do pisania (biurko)
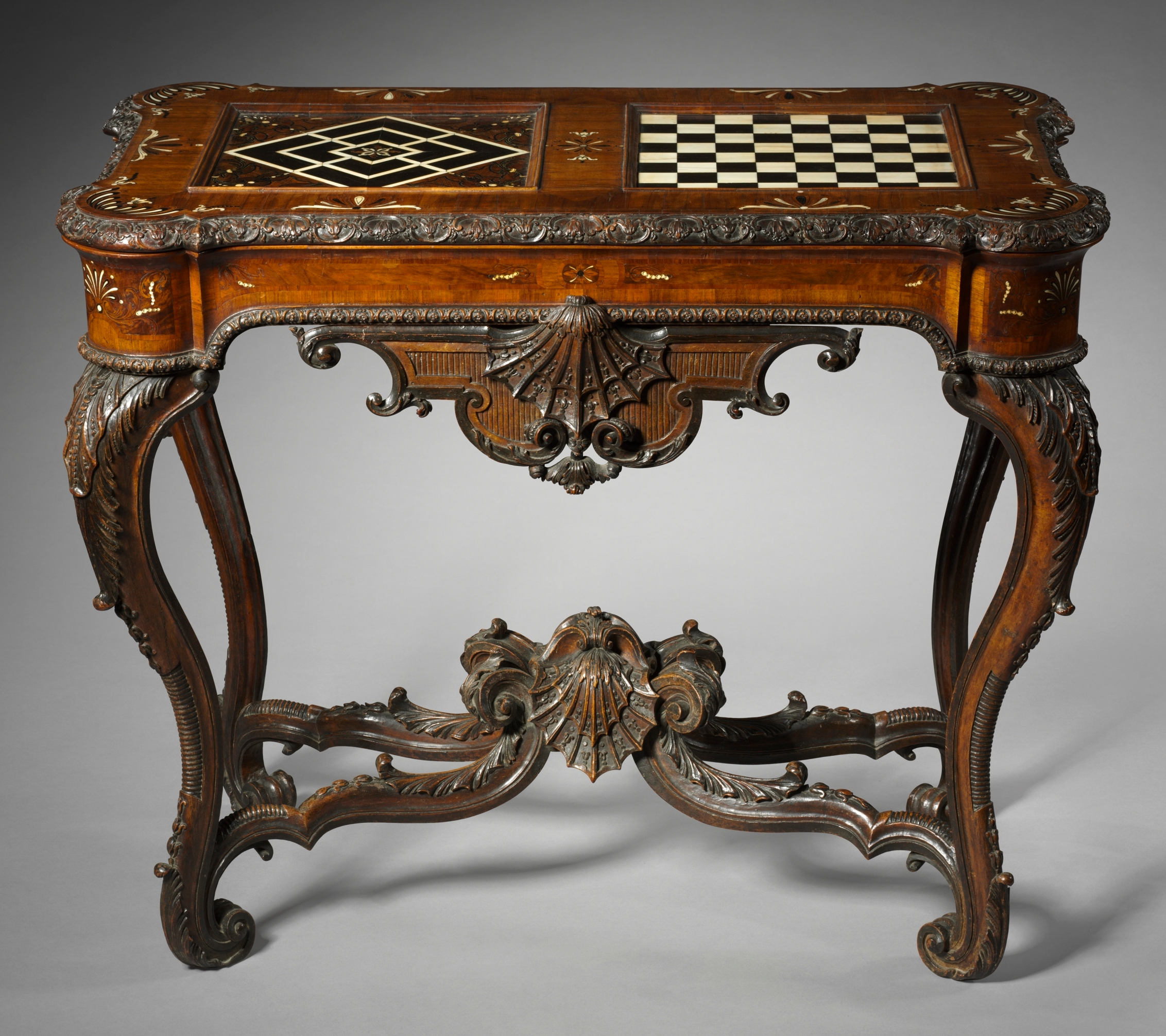
Stół do gry
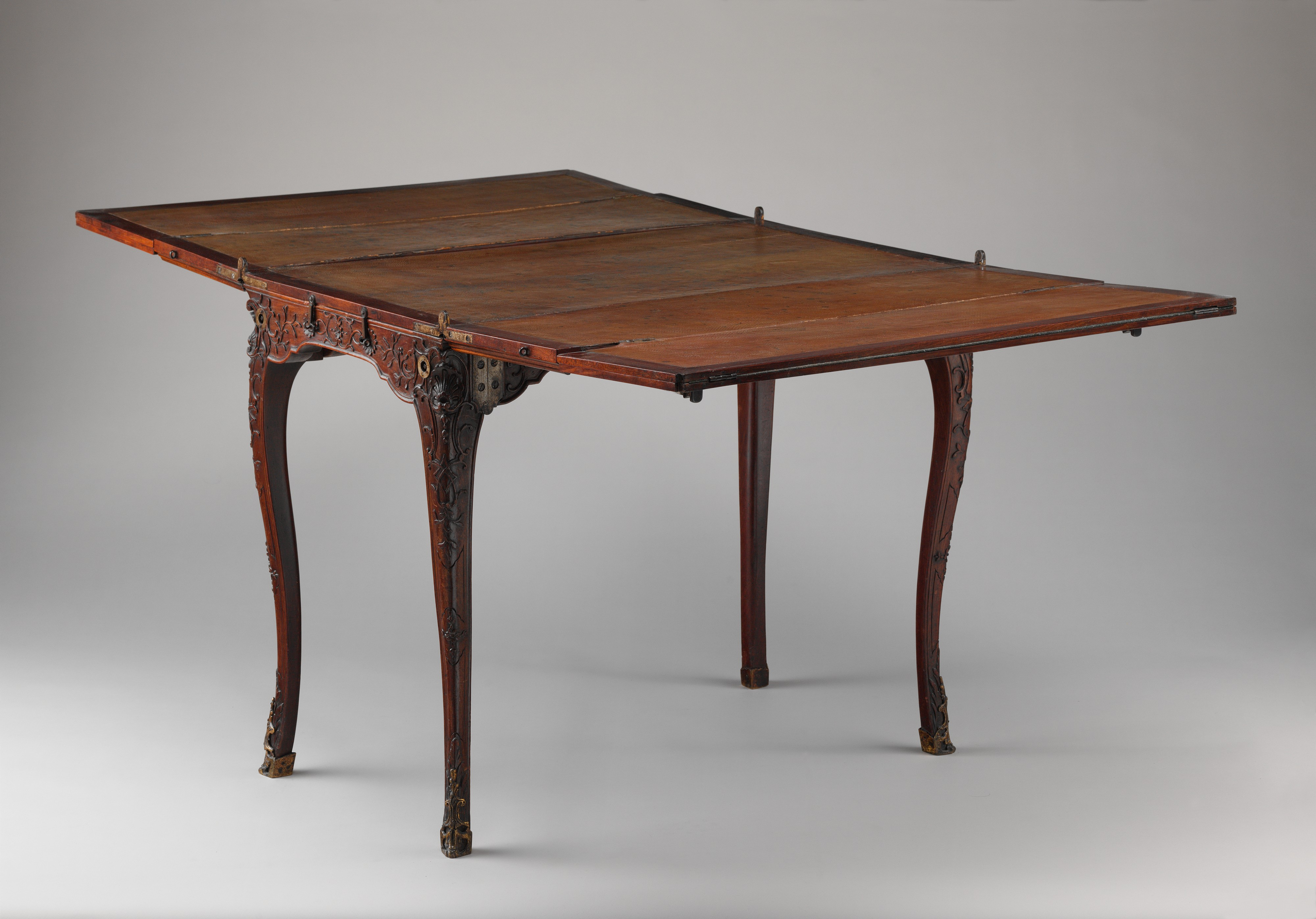
Składany stół podróżny
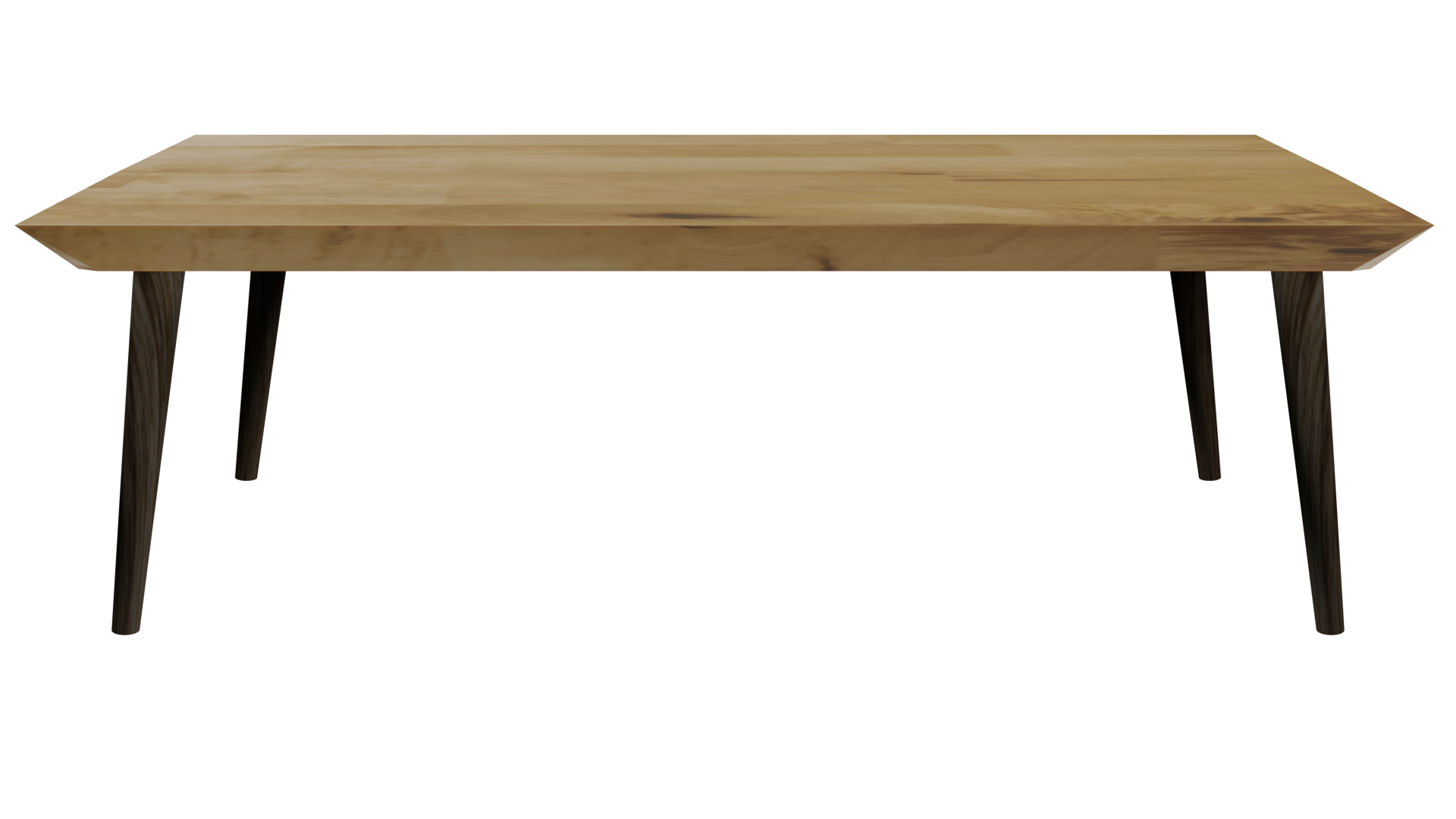
Stolik kawowy
Prosty stół roboczy
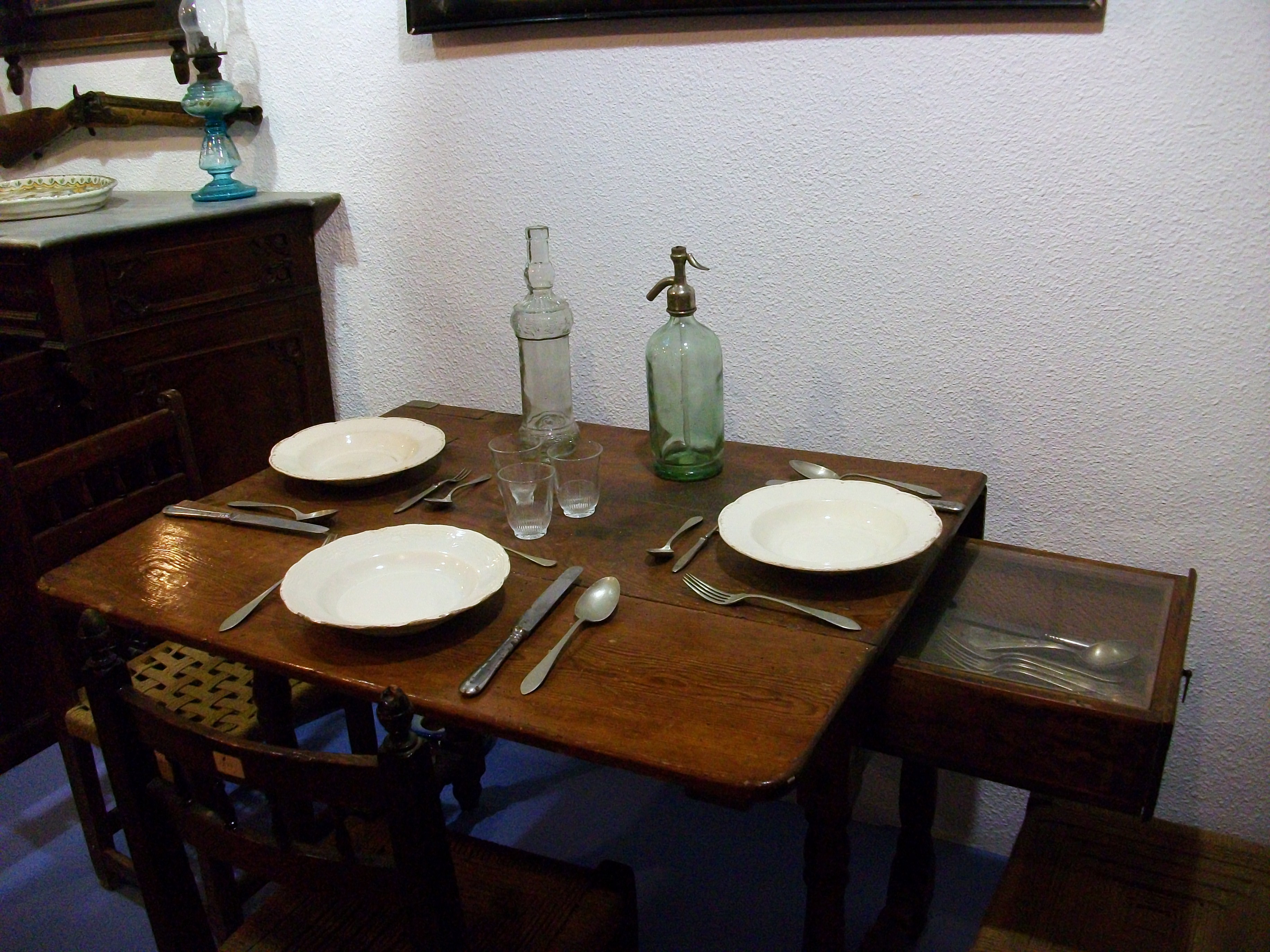
Stół zastawiony do posiłku
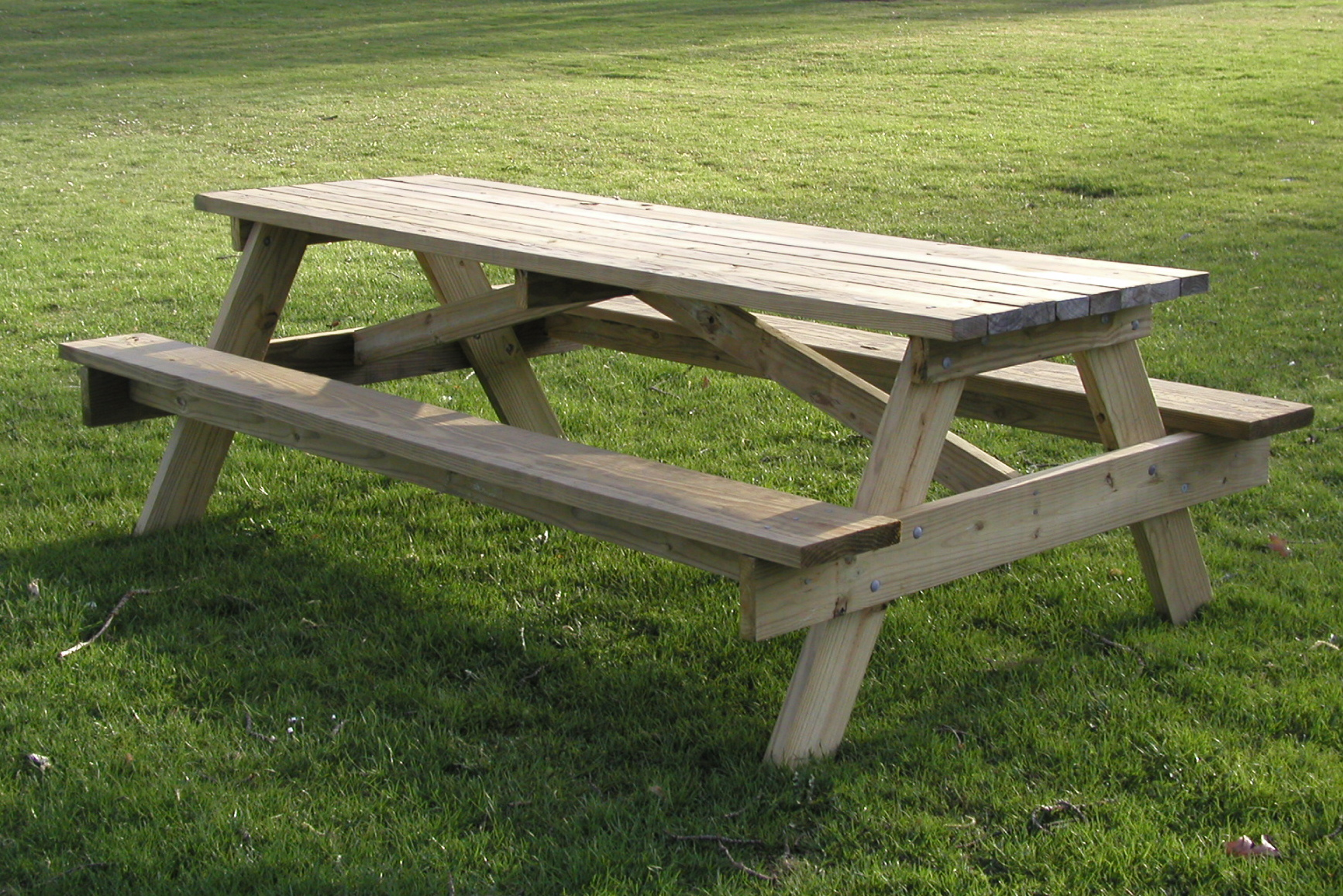
Stół piknikowy/ogrodowy zintegrowany z ławami